# Жан Бабілє
Жан Бабілє (фр. Jean Babilée), справжнє ім'я Жан Гутман (фр. Jean Gutmann) (2 лютого 1923 — 30 січня 2014) — французький артист балету і хореограф. Вважається одним з найбільш видатних танцівників Франції, також називається першим французьким балетмейстером післявоєнного часу, який отримав справді міжнародне визнання. 

## Біографія
Народився в Парижі в сім'ї лікаря, в 1936—1940 роки навчався в балетній школі Паризької опери. Почавши виступати, досить швидко здобув популярність завдяки витривалості і своєму високому стрибку. Після початку Другої світової війни його кар'єра була перервана: батько Бабілє був євреєм, тому він втік з Парижа в 1940 році, коли німецькі війська вже наближалися до міста, але все-таки повернувся на початку 1942 року і танцював в Паризькій опері, ледь уникнувши відправлення в Аушвіц під час масових арештів в Парижі 16 липня 1942 року. На початку 1943 року Бабілє знову втік з Парижа, щоб уникнути примусового відправлення на роботи в Німеччину. Він приєднався до Руху опору і до кінця війни воював в рядах макі.
Після війни відновив кар'єру танцівника; з ряду причин взяв дошлюбне прізвище матері. Найбільшого успіху домігся, виступаючи у Ролана Петі в «Балеті Єлисейських полях», де був ведучим танцівником в 1945—1950 роках, і потім в «Балеті Парижа». У 1946 Петі поставив для Бабілє та його дружини Наталі Фліппар один з кращих своїх балетів «Юнак і смерть». У 1949 і 1953 роках Бабілє був запрошеним солістом Паризької опери, в 1950-і роки він також танцював в Американському театрі балету (Нью-Йорк). Пізніше він сформував власну трупу, Les Ballets Jean Babilée. У 1972—1973 роках був директором балетної трупи Рейнської опери в Страсбурзі. Виступав на сцені до 61 року. Грав в драматичному театрі (у Пітера Брука та ін.), Знімався в кіно та на телебаченні (в тому числі, у Жоржа Франжю і Жака Ріветта). 